# Ворен Зајдерс
Ворен Доналд Зајдерс (енгл. Warren Donald Zeiders; Херши, 22. октобар 1999) амерички је кантри певач. Издао је четири студијска албума за Warner Records: Acoustic Covers (2021), 717 Tapes the Album (2022), Pretty Little Poison (2023) и Relapse (2024). Истакао се својим хит-синглом Pretty Little Poison.

## Биографија
Рођен је 22. октобра 1999. у Хершију. Студирао је предузетништво на Државном универзитету у Фростбергу, када је почео да снима и објављује обраде песама на платформи TikTok. Писао је и снимао сопствене песме, од којих се највише истакла Ride the Lightning која је имала више од 500 милиона прегледа.

## Дискографија
- (2021)
- (2022)
- (2023)
- (2024)